# Bernard de Jussieu
Bernard de Jussieu (Lió, 17 d'agost de 1699 − París, 6 de novembre de 1777) va ser un metge i botànic francès.

## Biografia
Bernard de Jussieu va nàixer en Lió, i es va educar en el col·legi dels Jesuïtes de Lió.
Va estudiar Medicina en la Universitat de Montpeller, obtenint la graduació en 1720, però va exercir la medicina per poc temps. Va ser cridat a París pel seu germà Antoine, als requeriments del botànic Sébastien Vaillant, i després de la mort de Vaillant en 1722 va ser designat com el seu successor en el lloc de professor en el Jardí de les Plantes.